# غراسانو
غراسانو (بالإيطالية: Grassano)‏ هي بلدية في مقاطعة ماتيرا في إقليم بازيليكاتا الإيطالي.

## السكان
في سنة 1861 بلغ عدد السكان 5٬426 نسمة، وتطور العدد ليصل في سنة 2011 لـ 5٬395 نسمة.
يظهر هذا المخطط البياني تطور النمو السكاني لـ غراسانو